# Ramón Padró y Pedret
Ramón Padró y Pedret (Barcelona, 1848-Madrid, 24 de abril de 1915) fue un pintor español, que sirvió como pintor de cámara del monarca Alfonso XII, al que acompañó en varios de sus viajes.

## Biografía
Nacido en Barcelona en 1848, provenía de una familia de artistas: su padre,  Ramon Padró Pijoan, fue escultor y su hermano Tomás dibujante y pintor. Estudió en la Escuela de la Lonja de Barcelona y junto con su hermano realizó un viaje de ampliación de estudios a París y a Italia.

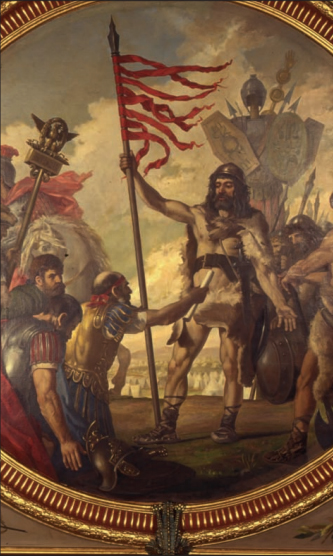
Viriato, 1882 (Diputación de Zamora)

Aunque comenzó su carrera en la Ciudad Condal se instaló definitivamente en Madrid en el año 1876. En su momento gozó de cierta fama como artista, aunque ha terminado siendo considerado con el paso de los años como un pintor de segunda categoría. Fue pintor de cámara del monarca Alfonso XII, al que acompañó en varios de sus viajes. En 1880 realizó un viaje a Marruecos por encargo del rey y allí realizó algunas obras notables.
Murió en la ciudad de Madrid el día 24 de abril de 1915.

## Obra
Fue autor de distintos cuadros, como un retrato del doctor Calleja, albergado en la facultad de Medicina de la Universidad Complutense de Madrid. También es suya la pintura de Viriato que se encuentra en el techo del salón de sesiones de la Diputación de Zamora, que data del año 1882. En esta composición coloca a Viriato sosteniendo una bandera con ocho tiras rojas, a imagen y semejanza de la Seña Bermeja, símbolo de Zamora y que pretende asociar la figura del caudillo lusitano con esta ciudad castellana. El proyecto para el monumento al ferrocarril de Villanueva y Geltrú corrió a su cargo. así como el Paraninfo de la facultad de San Carlos.
Ha sido criticado con posterioridad por abandonar una línea «histórico-realista» en algunas de sus composiciones. Pintó también retratos de Pérez Escrich y María Cristina de Habsburgo-Lorena, realizó ilustraciones para la revista La Ilustración Española y Americana, así como presenció y retrató la inauguración del canal de Suez en 1869 y las reuniones entre el rey Alfonso XII y el general Espartero en Logroño.En 1883 decoró el anfiteatro del Colegio de Medicina de San Carlos, en Madrid, que llevó a cabo mediante la introducción de mármoles de imitación y mosaicos de inspiración griega, el techo contaba con un gran lienzo que simbolizaba la historia de la Medicina.

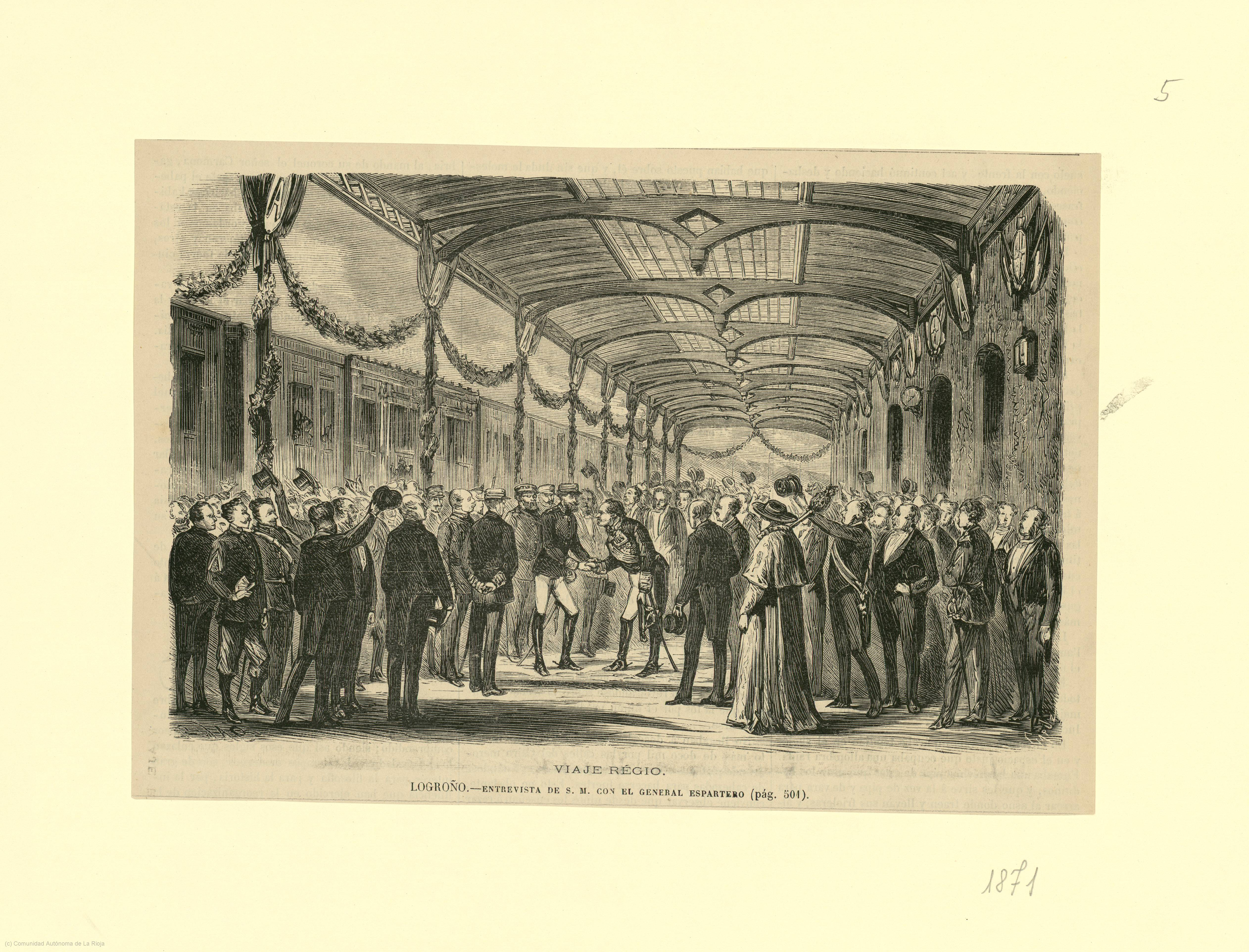
Viaje regio de Alfonso XII a Logroño, entrevista con el general Espartero, 1871.
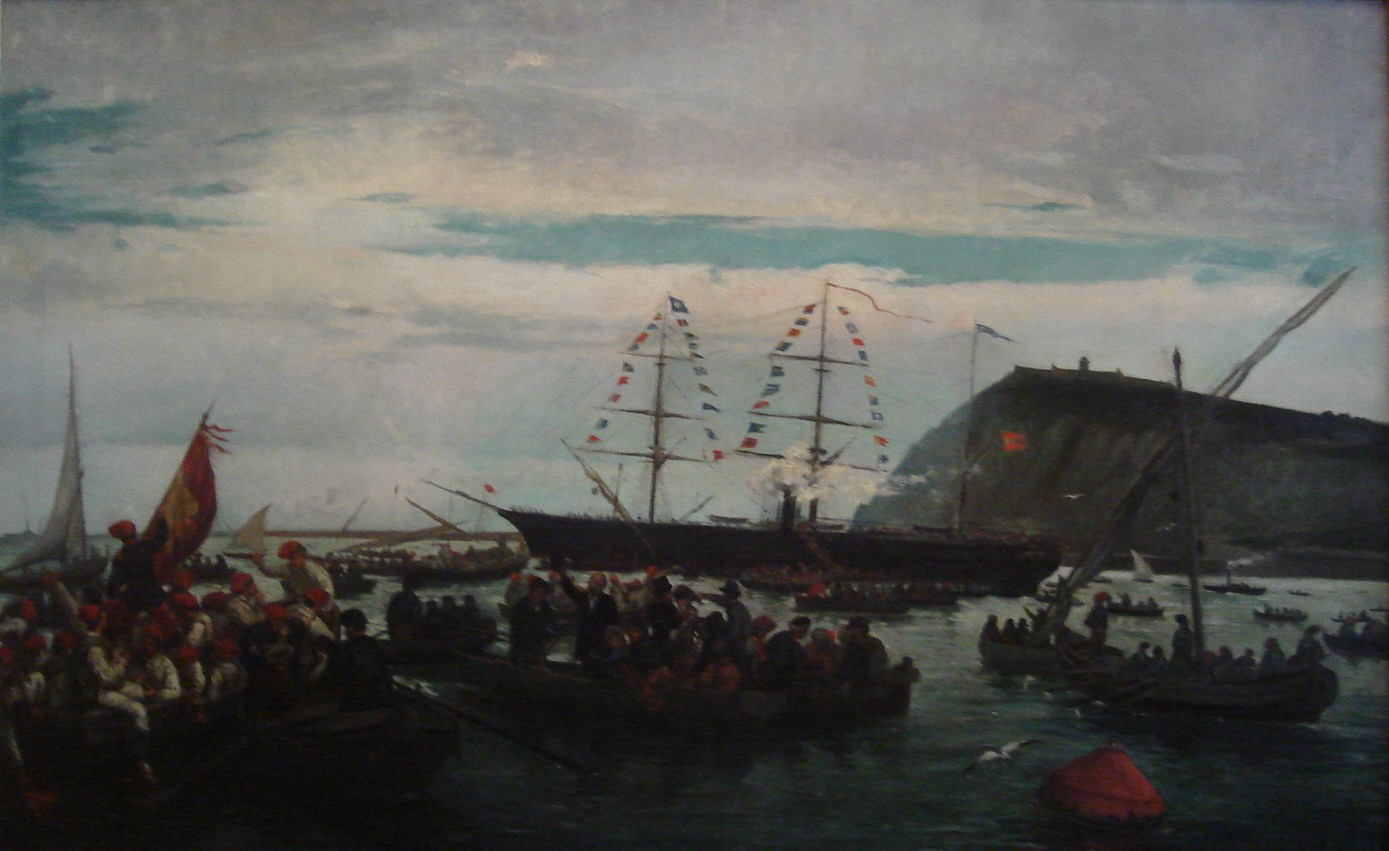
Embarque de los voluntarios catalanes a Cuba, en el puerto de Barcelona, 1872 (Museo Marítimo de Barcelona).
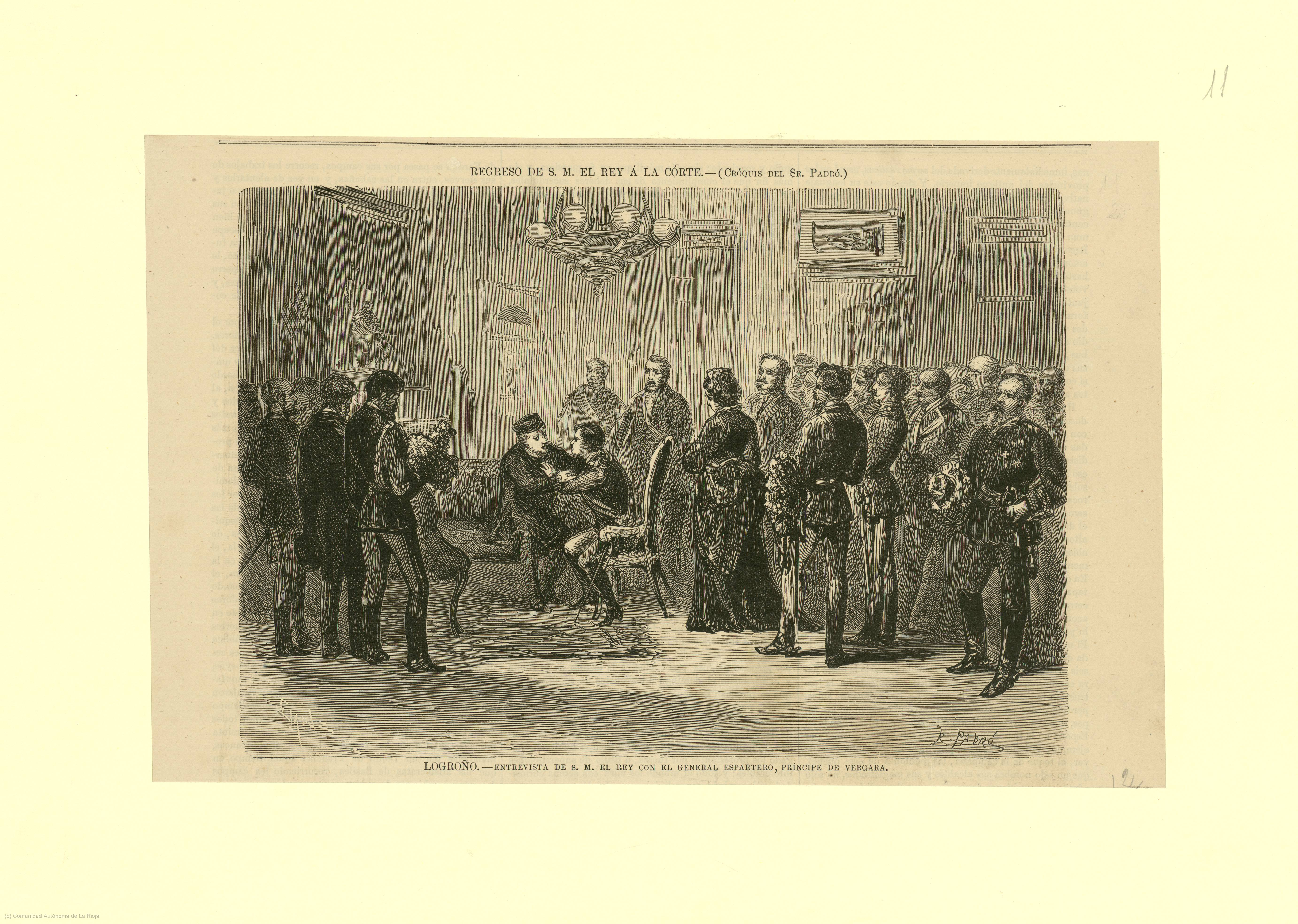
Grabado de Ramón Padró y Pedret que representa al rey Alfonso XII y al general Espartero en Logroño, 1875.
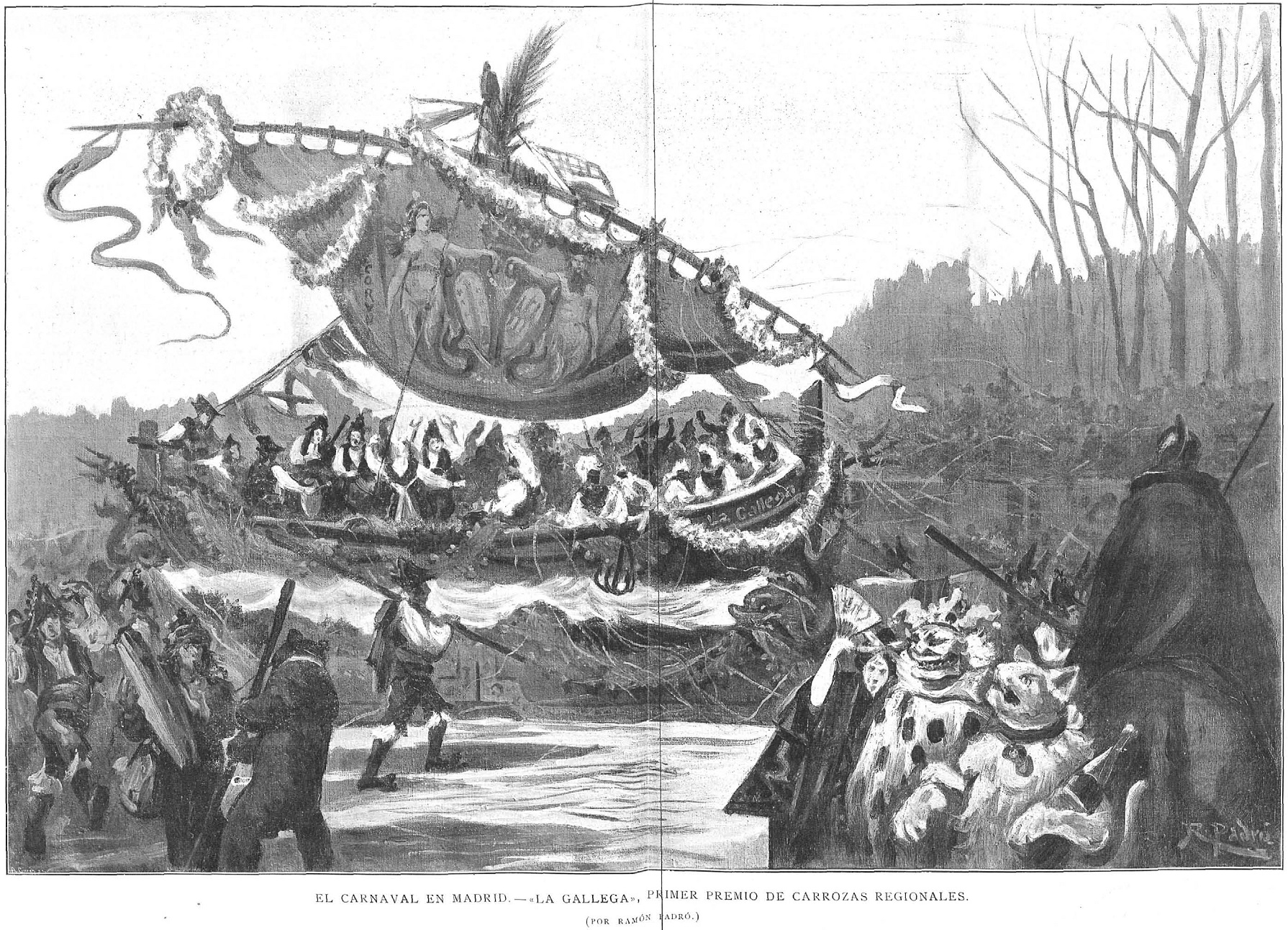
El Carnaval en Madrid, publicado en La Ilustración Española y Americana, 1901.